# One (Bee Gees album)
One är ett musikalbum av Bee Gees. Det släpptes i april 1989 genom Warner Bros. Records och var gruppens sextonde album. Från albumet släpptes hitlåtarna "Ordinary Lives" och "One" samt "Tokyo Nights" och "Bodyguard" som singlar.

## Låtlista
Alla låtar skrivna av Barry Gibb, Robin Gibb och Maurice Gibb.
Sida 1
1. "Ordinary Lives" 4:01
2. "One" 4::56
3. "Bodyguard" 5:20
4. "It's My Neighborhood" 4:17
5. "Tears" 5:16

Sida 2
1. "Tokyo Nights" 3:56
2. "Flesh and Blood" 4:43
3. "Wish You Were Here" 4:44
4. "House of Shame"  4:51
5. "Will You Ever Let Me" 5:57

CD bonusspår
- "Wing and a Prayer" 3:55

CD bonusspår (USA och Kanada)
- "You Win Again" 3:51

I USA och Kanada släpptes albumet i juli och ordningen på de två första låtarna var då omvänd.